# De Ambassade (televisiereeks)
De Ambassade is de naam van een achtdelige human interestreeks die het werk van de Belgische ambassades en consulaten in beeld brengt. De reeks werd geproduceerd door productiehuis Zodiak Belgium en in het voorjaar van 2019 uitgezonden op televisiezender VIER. Er komen allerlei aspecten van het diplomatiek en consulair werk in aan bod, zoals het regelen van documenten en visa, het onderhouden van contacten met de Belgische gemeenschap in het buitenland, het organiseren van diplomatieke evenementen en het bijstaan van Belgen in nood. De afleveringen werden opgenomen bij de Belgische ambassades in Nairobi (Kenia) en Bangkok (Thailand), de Belgische consulaten-generaal in New York (VS) en Rio de Janeiro (Brazilië) en het Belgische consulaat in Barcelona (Spanje).

## Afleveringen
| Aflevering | Uitzenddatum  |
| ---------- | ------------- |
| 1          | 15 april 2019 |
| 2          | 19 april 2019 |
| 3          | 29 april 2019 |
| 4          | 6 mei 2019    |
| 5          | 13 mei 2019   |
| 6          | 20 mei 2019   |
| 7          | 27 mei 2019   |
| 8          | 3 juni 2019   |